# Rinkovec
Rinkovec es una localidad de Croacia en el municipio de Bednja, condado de Varaždin.

## Geografía
Se encuentra a una altitud de 258 m s. n. m. a 74 km de la capital nacional, Zagreb.

## Demografía
En el censo 2011, el total de población de la localidad fue de 281 habitantes.
| Gráfica de población de Rinkovec 1857-2011                          |
|                                                                     |
| Según los censos de población de la oficina estadística de Croacia. |